# 액션스크립트

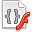

액션스크립트(ActionScript)는 ECMA스크립트를 기반으로 하는 스크립팅 언어이며, 주로 어도비 플래시 및 어도비 플래시 플레이어를 사용하는 소프트웨어나 웹사이트를 개발하기 위해 (웹 페이지에 SWF 파일 형식으로) 사용된다. 하이퍼카드의 스크립트 언어인 하이퍼토크의 파생이다.

## 역사
2000년 7월 액션스크립트 1.0이 플래시 5에서 처음 도입되었다.
액션스크립트 2.0에서는 객체 지향을 문법적으로 점차 지원하기 시작했다. (물론 1.0에서도 prototype을 이용한 프로토타입 체인으로 상속 효과를 낼 수 있었다.) 하지만 protected, internal 같은 접근제어자는 지원되지 않고, 패키지 문법은 따로 없어서 클래스 이름에 전부 쓰고, 사용자 정의 네임스페이스를 만들 수 없으며, 한 클래스가 구현 가능한 인터페이스는 하나 밖에 없다.
2007년 액션스크립트 3.0이 나왔으며, ECMA 스크립트 4판을 기반으로 한다.

## Hello World 프로그램
Hello World 프로그램은 다음과 같다.

### ActionScript 2.0
```
class
 
com
.
example
.
Greeter
 
extends
 
MovieClip

{

    
public
 
function
 
Greeter
()

    
{

        
var
 
txtHello
:
TextField
 
=
 
this
.
createTextField
(
"txtHello"
,
 
0
,
 
0
,
 
0
,
 
100
,
 
100
);

        
txtHello
.
text
 
=
 
"Hello, world"
;

    
}

}

```

### ActionScript 3.0
```
package
 
com.example

{

    
import
 
flash.text.TextField
;

    
import
 
flash.display.Sprite
;

    
public
 
class
 
Greeter
 
extends
 
Sprite

    
{

        
public
 
function 
Greeter
()

        
{

            
var
 
txtHello
:
TextField
 
=
 
new
 
TextField
();

            
txtHello
.
text
 
=
 
"Hello World"
;

            
addChild
(
txtHello
);

        
}

    
}

}

```

## 같이 보기
- ECMA스크립트
- 어도비 플래시
- 어도비 플래시 플레이어
- 어도비 플래시 라이트
- 어도비 AIR
- 어도비 FLEX
- CPU 타임